# 联合国安全理事会第1821号决议
联合国安理会1821号决议是联合国安全理事会于2008年6月27日在第5926次会议上通过的一项决议。该决议决定将联合国脱离接触观察员部队的任务期限延长六个月，至2008年12月31日为止，要求联合国秘书长届时向安理会提交报告。